# ۲-متیل-۳-اکسوپروپانوئیک اسید
۲-متیل-۳-اکسوپروپانوئیک اسید (به انگلیسی: 2-Methyl-3-oxopropanoic acid) با فرمول شیمیایی C۴H۶O۳ یک ترکیب شیمیایی با شناسه پاب‌کم ۲۹۶ است. که جرم مولی آن ۱۰۲٫۰۹ g/mol می‌باشد. 